# Faith Lehane
Vous lisez un « bon article » labellisé en 2009.
Pour les articles homonymes, voir Faith.
Faith Lehane est un personnage fictif créé par Joss Whedon pour les séries Buffy contre les vampires, dont l'action se situe dans la ville fictive de Sunnydale, et sa série dérivée, Angel quant à elle centrée sur Los Angeles. Faith est interprétée par Eliza Dushku. C'est une Tueuse de vampires qui apparaît pour la première fois dans la saison 3 de Buffy contre les vampires. Le personnage sert à la fois de faire-valoir et d'antagoniste à l'héroïne, Buffy Summers, elle aussi Tueuse de vampires.

## Apparitions

### Télévision

#### 1998-1999: Saison 3 deBuffy
Le personnage de Faith apparaît pour la première fois lors de la saison 3 de Buffy contre les vampires. La jeune fille arrive à Sunnydale après avoir été activée comme tueuse de vampires à la suite de la mort de Kendra (Bianca Lawson) dans l'épisode Acathla, partie 1, elle-même activée après la mort de Buffy dans Le Manuscrit. Elle cherche à fuir le vampire Kakistos, qui a tué sa première observatrice sous ses yeux, qu'elle finit par tuer. Elle est présentée comme aimant le sexe, la violence et la nourriture. Malgré un passé traumatique, elle essaye de s'intégrer au Scooby-gang. Dans l'épisode El Eliminati, où elle entraîne Buffy dans ses amusements, c'est-à-dire danser, voler des armes et chasser, Faith tue par accident un humain qu'elle prend pour un vampire. Elle trahit alors le Scooby-gang et s'allie avec Richard Wilkins (Harry Groener), le Maire de Sunnydale et principal méchant de la saison, après avoir tué son second, Mr Trick, qui essayait de tuer Buffy, avec qui elle développe une relation père-fille sincère. Après avoir essayé de tuer sur ordre du maire le vampire Angel (David Boreanaz), l'amant de Buffy, Faith se bat contre elle lors de l'épisode final de la saison. Faith s'en sort vivante, mais est vaincue et plongée dans le coma. Durant son voyage psychique, elle aide Buffy à vaincre le Maire en lui disant que c'est elle son point faible.

#### 2000: Saison 4 deBuffyet saison 1 d'Angel
Faith réapparaît dans deux épisodes de la saison 4 de la série. Sortie du coma, elle parvient à échanger son corps avec celui de Buffy à l'aide d'un objet mystique laissé en testament par le maire. Alors que Buffy, dans le corps de Faith, est arrêtée par le Conseil des observateurs, Faith vit l'existence de Buffy. Après s'être sentie obligée de sauver des personnes retenues prisonnières, Faith se bat à nouveau contre Buffy et les deux tueuses reprennent leurs corps respectifs. Faith parvient à s'enfuir. La Tueuse ayant décidé d'aller à Los Angeles, l'histoire continue dans la saison 1 d'Angel. Elle est embauchée par Wolfram & Hart pour assassiner Angel. Elle torture Wesley Wyndam-Pryce (Alexis Denisof), son troisième Observateur, afin d'amener Angel à la tuer. Mais celui-ci s'en rend compte et refuse de s'exécuter. Il parvient à la convaincre de faire face aux conséquences de ses actions et la guide sur le chemin de la rédemption. Faith se livre alors d'elle-même à la police. Elle se retrouve dans une prison pour femmes, où Angel vient régulièrement lui rendre visite.

#### 2003: Saison 4 d'Angelet saison 7 deBuffy
Dans la saison 4 d'Angel, l'âme du vampire éponyme lui est retirée et il redevient le démoniaque Angelus. Wesley rend alors visite à Faith en prison et la convainc de s'évader afin de neutraliser Angelus. Pour ce faire, Faith s'injecte une drogue mystique et fait boire son sang à Angelus, qui absorbe aussi la drogue. Angel et elle en meurent presque, mais ils parviennent à se sauver mutuellement lors d'un voyage psychique. Willow Rosenberg (Alyson Hannigan) redonne son âme à Angel et demande ensuite à Faith de l'accompagner à Sunnydale pour combattre la Force. Le personnage apparaît ensuite dans la saison 7 de Buffy contre les vampires. Alors qu'elle était auparavant très solitaire, Faith redevient amie avec Buffy et se lie avec les Tueuses potentielles, au point que celles-ci la choisissent comme leader à la place de Buffy. Cette décision se révèle désastreuse : le plan de Faith conduit les Potentielles dans un piège, provoquant la mort de plusieurs d'entre elles,. Faith perd ainsi son statut de leader mais commence une relation avec Robin Wood (D. B. Woodside).
Une série centrée sur le personnage de Faith était prévue, et aurait débuté là où s'arrête la série Buffy. Selon Tim Minear, Faith aurait « probablement été sur une moto, parcourant la Terre, cherchant sa place dans le monde ». Eliza Dushku s'était cependant déjà engagée pour le premier rôle de la série Tru Calling : Compte à rebours, et était donc indisponible.

### Comics
Le premier comics dans lequel Faith apparaît est Haunted. Il se déroule alors qu'elle est en prison et qu'elle confie à Angel ses souvenirs de son coma. Elle partageait alors un lien psychique avec le Maire et pouvait voir à travers ses yeux lorsqu'il attaquait des gens lors de la remise de diplômes dans l'épisode La Cérémonie, partie 2. Dans Note from the Underground, le second comics où le personnage apparaît, Faith est temporairement libérée de prison par Angel afin de sauver Buffy du Fléau, une organisation fasciste de démons.
Faith apparaît aussi dans Buffy contre les vampires, saison 8. Dans Pas d'avenir pour toi ! (No Future for You), Giles demande à Faith de s'infiltrer chez Genevieve « Gigi » Savidge, une Tueuse rebelle, et de la tuer. « Gigi » cherche à prendre la place de Buffy et devenir la nouvelle meneuse des Tueuses. Faith se lie d'amitié avec Gigi et se retrouve au milieu d'un combat entre elle et Buffy, durant lequel elle tue accidentellement Gigi. L'arc se termine lorsque Giles propose à Faith de guider les Tueuses afin qu'aucune ne suive la même voie qu'elle et Gigi. Faith apparaît dans Predators and Prey, qui raconte une de ses missions en Allemagne.  Dans La Dernière Lueur, dernier arc narratif de la saison, Faith participe au combat final contre Twilight et hérite de toutes les possessions de Giles, à l'exception de son livre sur les vampires, par le testament de ce dernier.
Faith quitte le groupe de Buffy et des Tueuses pour rejoindre Angel en Angleterre. Tous deux font équipe pour trouver enfin leur rédemption dans la série Angel & Faith. Faith aide Angel dans son objectif de ressusciter Giles et ils finissent par y arriver après avoir rassemblé tous les morceaux de son âme et tué le démon Eyghon, avec l'aide de Spike, mais l'Observateur occupe désormais le corps d'un enfant de douze ans. Ils doivent par ailleurs faire face à la menace représentée par Whistler, l'ancien mentor d'Angel. Après leur victoire sur Whistler et ses alliés démoniaques, Angel décide de rester à Londres alors que Faith et Giles retournent aux États-Unis. Faith décide de travailler dans l'agence de gardes du corps fondée par Kennedy mais est blessée quand Giles la quitte abruptement pour retrouver Buffy.

### Nouvelles
Buffy the Vampire Slayer: The Faith Trials, Vol.1 est une novélisation des épisodes de la saison 3 de Buffy contre les vampires centrés autour de Faith, notamment La Nouvelle Petite Sœur, El Eliminati et Au-dessus des lois. L'histoire s'étend de l'arrivée de Faith à Sunnydale jusqu'à sa trahison envers le Scooby-gang et son allégeance au Maire de Sunnydale (Trahison, La Boîte de Gavrock et La Cérémonie). Go Ask Malice, nouvelle écrite sous forme de journal intime, raconte la vie de Faith avant qu'elle n'arrive à Sunnydale.

## Concept et création
« Je sais que Faith ne pourrait pas vraiment faire la couverture de Sanity Fair mais la vie ne l'a pas épargnée. Si les circonstances avaient été différentes, elle pourrait être moi. »

— Buffy s'identifiant à Faith dans l'épisode Les Deux Visages, faisant écho au parallèle entre les Tueuses voulu par les scénaristes.
Faith a été initialement conçue comme « le chemin non emprunté », comme une Tueuse qui a fait les mauvais choix dans la vie. Elle est un reflet de Buffy, et plus précisément ce que Buffy aurait pu devenir si elle n'avait pas été soutenue par ses amis et sa famille. Whedon dit qu'ils ont voulu « explorer ce que signifie "être une Tueuse". La puissance associée, le plaisir qu'il peut en découler, mais aussi à quel point cela peut être enivrant. Nous avons utilisé Faith ». Pour Marti Noxon, elle est « la face la plus sombre de ce qui peut découler d'être investie des pouvoirs d'une Tueuse ».
La question à laquelle ont souhaité répondre les scénaristes est celle-ci : « bien que faites des mêmes "matières premières", comment l'éducation et l'environnement affectent le genre de personnes qu'elles seront dans leur vie ? » Joss Whedon décrit Faith comme tout ce que Buffy ne se laisserait jamais devenir ; bien que Buffy soit tentée par la manière dont Faith se vit Tueuse, elle décide finalement de faire des choix différents. Avec Faith, les auteurs explorent la nature du pouvoir, ainsi que les limites et les conséquences de son utilisation. Ils veulent montrer que si une Tueuse tue des créatures bonnes ou mauvaises, elle n'en reste pas moins une tueuse professionnelle. Pour Doug Petrie, Faith n'a pas tort quand elle définit Buffy et elles comme des assassins. Il exprime l'idée que pour Faith, ses contributions à la société la dégagent de toute responsabilité morale ou légale, point de vue non partagé par Buffy. Petrie s'est inspiré du personnage de comics Elektra, conçu par Frank Miller, pour créer Faith. « Dans un contexte différent, plus punk, plus ado, Faith ressemble beaucoup à Elektra».
Pour Jane Espenson, si Faith attire tellement la sympathie, c'est grâce à sa relation père/fille avec le maire. Son but, avec les autres scénaristes, a été de rendre les deux personnages les plus humains possibles en montrant qu'ils ont autant besoin de relations et d'amour que les héros. Eliza Dushku affirme que les liens entre Faith et le Maire viennent du fait qu'il est l'une des rares personnes à ne pas la rabaisser, et que c'est l'une des choses pour lesquelles elle a lutté toute sa vie.

## Caractérisation

### Nom du personnage
« Faith », c'est-à-dire « foi » en anglais, est un nom « violemment ironique » selon Petrie, étant donné la nature cynique du personnage. Selon lui, « elle est le personnage ayant le moins la foi de tous. Elle ne croit ni en elle, ni en personne autour d'elle ». Son nom de famille n'est pas donné dans la série ; Joss Whedon lui a donné par la suite le nom de « Lehane » en référence aux origines du personnage, le quartier de South Boston (« Southie »).

### Classe sociale
Eliza Dushku décrit Faith comme la « Tueuse de la classe ouvrière », estimant que c'est la raison pour laquelle tant de personnes s'identifient au personnage. Lorna Jowett, dans Sex and the Slayer: A Gender Studies Primer for the Buffy Fan, relève de nombreux indices allant dans ce sens. Le fait qu'elle n'ait pas fini ses études, comme elle le dit dans l'épisode La Fin des temps, partie 2 ou son histoire familiale tourmentée (notamment l'alcoolisme de sa mère) sont autant d'éléments associés à la classe ouvrière dans la série.

### Bonheur et souffrance
Doug Petrie la décrit comme un personnage tragique. « La clef pour comprendre Faith, c'est sa souffrance. Si vous enlevez ça, elle devient un monstre. Mais elle est tellement seule et désespérée et toute sa dureté n'est qu'une tentative de camouflage. C'est de ça que sont faits les vrais monstres. Personne ne pense qu'ils sont vraiment des monstres. » Sa souffrance est soulignée par Joyce dans l'épisode Une revenante, partie 2. Elle s'interroge sur les motivations de Faith et lorsque celle-ci, dans le corps de Buffy, avance l'hypothèse « que ça lui plaît d'être comme ça », Joyce n'est pas convaincue : « Je ne croirai jamais ça. Je pense qu'elle est horriblement malheureuse ». Greg Forster, dans Buffy the Vampire Slayer and Philosophy: Fear and Trembling in Sunnydale, rapproche l'échange de corps de Buffy et Faith dans cet épisode par l'expérience de pensée de Platon Dans La République où d'une personne mauvaise qui serait prise pour vertueuse et d'une personne vertueuse prise pour mauvaise. Pour Karl Schudt, Faith commence par rejeter la morale traditionnelle car elle n'y voit qu'une suite d'interdictions sans justification, comme le prouve sa parodie de Buffy dans Une revenante, partie 2 : « Pourquoi ne faut-il pas faire ça ? Parce que c'est mal ! ». C'est en vivant la vie de Buffy qu'elle prend conscience de son malheur et qu'elle adhère à la morale.

### Indépendance
Petrie affirme que la plus grande motivation de Faith est sa quête d'une famille et d'amis ; elle voit Gwendolyn Post comme la mère qu'elle n'a jamais eu, le Scooby-gang comme les amis qu'elle n'a jamais eus, Richard Wilkins comme le père qu'elle n'a jamais eu. « Elle est toujours en recherche d'une famille, s'en approche énormément et puis fait ces choix horribles, et cela la rend dingue », affirme Petrie. « "Si vous ne m'aimez pas, vous allez me craindre" est un peu son modus operandi. Elle n'est pas une fille stable mais une fille marrante. » Selon J. Michael Richardson et J. Douglas Rabb, Faith cherche l'approbation en allant à Sunnydale, ayant perdu son estime d'elle-même en même temps que son observatrice. Pour eux, si elle rejoint le maire, c'est pour fuir le regard désapprobateur de Buffy ainsi que la culpabilité d'avoir tué un homme. Le maire lui dit d'ailleurs, dans l'épisode La Cérémonie, partie 1, qu'« aucun père ne pourrait être plus fier ». Mais elle ne peut pas toujours échapper aux conséquences de ses actes, comme Buffy le lui fait remarquer : « Faith, you can shut off all the emotions that you want. But eventually, they’re gonna find a body. » (« Faith, tu peux faire taire tes émotions autant que tu veux. Mais elles finiront par trouver un corps. »). Buffy parle à la fois du cadavre de l'homme assassiné, que les autorités finiront par trouver, et du corps de Faith, à qui les émotions feront sentir tout le poids de la culpabilité. Il s'ensuit un long chemin vers la rédemption, qui aboutit aussi sur son indépendance. Lorsque, sortie de prison, elle est à nouveau définie comme criminelle par à la fois Wesley et Angelus, elle réussit à y échapper, affirmant « j'ai changé », preuve qu'elle commence à se définir par elle-même.

### Ses expressions de genre
Lorna Jowett, dans Sex and the Slayer: A Gender Studies Primer for the Buffy Fan, décrit les différentes identités de genre/expressions de genre de Faith. Elle est d'abord ultra-sexualisée : le personnage de Willow la décrit comme « salope aguicheuse » dans l'épisode Une revenante, partie 1 ; tuer des vampires l'excite, elle couche avec Alex pour le jeter ensuite d'une manière connotée comme « masculine » ; dans le corps de Buffy, elle prend un long bain, scène souvent analysée comme une forme de masturbation / relation sexuelle et faisant écho au sous-entendu lesbien entre elle et Buffy, séduit Spike dans Une revenante, partie 2, et essaye de faire l'amour avec Riley de manière sado-masochiste et exhibitionniste. Elle contraste avec les autres personnages de la série qui ne font l'amour que dans le cadre de relations affectives stables. Jowett décrit son attitude comme « une manière féministe d'échapper à l'hétérosexisme patriarcal ». Elle note aussi d'autres éléments qui contribuent à « masculiniser » Faith, notamment le fait qu'elle se sente auto-suffisante et son incapacité à exprimer ses émotions, qualité considérée comme « féminine ».
Lors de son retour, dans la saison 7 de Buffy, Faith a changé. Bien que Buffy, dans L'Armée des ombres, se sente menacée par la complicité entre Faith et Spike, qu'elle prenne son rôle de meneuse auprès des Potentielles dans La Fronde ou qu'elle fasse l'amour avec Robin Wood dans Contre-attaque, elle n'est plus dans une optique de compétition « virile » avec Buffy. Elle n'est plus non plus solitaire mais se lie avec les Potentielles, connaissant chacune par son prénom. Enfin, elle commence une vraie relation avec Robin Wood avec qui elle développe un lien émotionnel. Jowett décrit Wood comme un dompteur, celui qui la libère de « ses appétits incontrôlables pour la violence et le sexe en lui faisant accepter les responsabilités qui vont avec le fait d'être une puissante guerrière ».

### Possession de la dague
Dans l'épisode La Boîte de Gavrock, le maire offre à Faith une dague qu'elle admire sensuellement. Elle possède donc la dague dans le sens où l'objet lui appartient, mais aussi parce qu'elle l'investit émotionnellement, elle y met son essence. Richardson et Rabb affirment même qu'elle devient la dague, en tant qu'objet guerrier exécutant les volontés du maire. Ainsi, elle se libère de sa responsabilité et de sa culpabilité, des sentiments qu'éprouvent les personnes et pas les objets. Ainsi, lorsque Buffy se saisit de la dague et la retourne contre Faith, elle lui fait prendre conscience réflexivement de sa culpabilité. Lors de son coma, les rêves de Faith mettent en scène Buffy la poursuivant avec la dague : elle représente la culpabilité, le Regard sartrien, auquel Faith cherche encore à échapper. Lorsque, sortie du coma et dans le corps de Buffy, elle frappe son corps, possédé par Buffy en se criant dessus « You're nothing! Murderous bitch! » (« Tu n'es rien ! Salope meurtrière ! »), le « nothing » peut à la fois être compris comme un « rien », dans le sens où elle n'a pas d'importance, mais aussi dans un sens de « néant », de « non-chose » (no-thing) comme dans L'Être et le Néant de Sartre. Faith n'étant pas un objet, elle a la capacité d'évoluer, donc d'obtenir sa rédemption.

### Relations apaisées
Dans l'épisode de la saison 1 d’Angel, Sanctuaire, Faith parvient à se lier avec Angel. David Greenwalt explique qu'Angel parvient à l'aider car lui seul est capable de comprendre la souffrance qu'elle traverse et de l'aider à expier ses péchés. Elle parvient ensuite à renvoyer l'ascenseur dans la saison 4 d’Angel, où elle est alors la seule personne déterminée à vaincre Angelus sans tuer Angel au passage. David Boreanaz en dit que « les scénaristes pensaient que c'était une dynamique intéressante que d'avoir une ancienne "bad girl" qui accomplit une action héroïque contre le personnage principal devenu le méchant de la série. »

« J'adore Buffy, mais je suis bien plus heureux lorsque je crée des personnages défectueux, endommagés, des personnages qui ne prennent pas toujours les bonnes décisions. Faith est un personnage tellement complexe, tellement beau. »

— Brian K. Vaughan
Pour David Solomon, « [Faith] était un personnage tellement crucial à un moment très particulier de la série », qu'il était impossible d'envisager de se passer d'elle pour la dernière saison de Buffy. La dynamique entre les deux Tueuses s'est complexifiée, permettant aux scénaristes d'utiliser Faith comme un point de vue critique sur les qualités de leader de Buffy et non plus comme une ennemie mortelle. Dans l'épisode La Fronde, les Tueuses potentielles ne font plus confiance à Buffy et choisissent Faith comme nouvelle meneuse, une décision qui leur explose littéralement à la figure. Comme Drew Goddard l'explique, « Faith est comme la tante sympa que tout le monde aime, parce que la tante sympa n'a pas la responsabilité d'élever les enfants. Elle est juste là et s'amuse. Le problème est que Faith n'est pas prête à diriger. Elle est trop détruite et commence à peine à recoller ses propres morceaux. Aussi grand soit son désir d'être Buffy, elle doit apprendre à devenir Faith ».